# Aleksei Trinitatskiy
Aleksei Igorevich Trinitatskiy (tiếng Nga: Алексей Игоревич Тринитацкий; sinh ngày 10 tháng 1 năm 1985) là một cầu thủ bóng đá người Nga hiện tại thi đấu cho FSK Dolgoprudny.

## Sự nghiệp
Trinitatsky trước đó thi đấu cho F.K. Saturn Moskva Oblast, P.F.K. Spartak Nalchik và F.K. Spartak Nizhny Novgorod.